# Коффман-Кав (гидроаэропорт)
Гидроаэропорт Коффман-Кав (англ. Coffman Cove Seaplane Base), (ИАТА: KCC, FAA LID: KCC) — государственный гражданский гидроаэропорт, расположенный в городе Коффман-Кав (Аляска), США.

## Операционная деятельность
Гидроаэропорт Коффман-Кав занимает площадь в гектар, располагается на высоте уровня моря и эксплуатирует одну взлётно-посадочную полосу, предназначенную для обслуживания гидросамолётов:
- N/S размерами 1524 x 610 метров.[1]

За период с 31 декабря 2006 года по 31 декабря 2007 года Гидроаэропорт Коффман-Кав обработал 475 операций взлётов и посадок самолётов (39 операций ежемесячно). Из них 84 % рейсов пришлось на аэротакси и 16 % — на авиацию общего назначения.